# Спортивные сооружения летних Олимпийских игр 2008
Ниже представлен список всех спортивных арен, на которых прошли соревнования летних Олимпийских игр 2008 года в Пекине.

## Новые спортивные арены

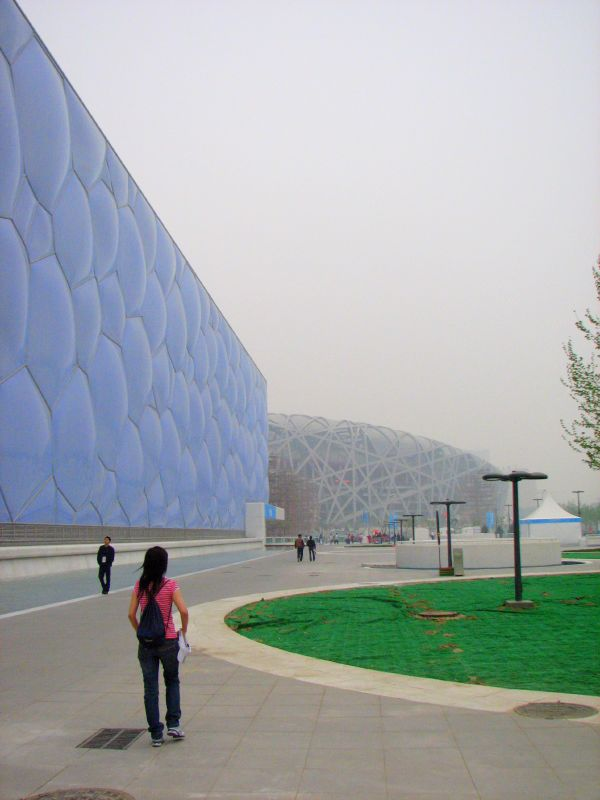
Вид на пекинский национальный стадион и национальный плавательный центр.

| Арена                                                         | Вид спорта                                        | Вместимость |
| ------------------------------------------------------------- | ------------------------------------------------- | ----------- |
| Пекинский национальный стадион                                | Лёгкая атлетика, футбол                           | 91 000      |
| Пекинский национальный плавательный комплекс                  | Плавание, прыжки в воду и синхронное плавание     | 17 000      |
| Государственный дворец спорта Пекина                          | Спортивная гимнастика, прыжки на батуте и гандбол | 19 000      |
| Пекинский холл для стрельбы                                   | Стрельба                                          | 9 000       |
| Олимпийский баскетбольный дворец Пекина                       | Баскетбол                                         | 18 000      |
| Дворец велоспорта Лаошань                                     | Велоспорт                                         | 6 000       |
| Олимпийский аквапарк Шуньи                                    | Академическая гребля, гребля на байдарках и каноэ | 37 000      |
| Дворец спорта Китайского сельскохозяйственного университета   | Борьба                                            | 8 000       |
| Дворец спорта Пекинского университета                         | Настольный теннис                                 | 8 000       |
| Дворец спорта Пекинского научно-технологического университета | Дзюдо и тхэквондо                                 | 8,024       |
| Дворец спорта Пекинского промышленного университета           | Бадминтон и художественная гимнастика             | 7 500       |
| Олимпийский зеленый теннисный центр                           | Теннис                                            | 17 400      |

## Арены, существовавшие до игр
| Арена                                                         | Вид спорта                         | Вместимость |
| ------------------------------------------------------------- | ---------------------------------- | ----------- |
| Стадион Олимпийского спорткомплекса                           | Футбол, современное пятиборье      | 40 000      |
| Дворец спорта Олимпийского спорткомплекса                     | Гандбол                            | 7 000       |
| Стадион «Пролетарий» (Пекин)                                  | Футбол                             | 64 000      |
| Дворец спорта «Пролетарий» (Пекин)                            | Бокс                               | 13 000      |
| Столичный дворец спорта                                       | Волейбол                           | 18 000      |
| Арена для софтбола спорткомплекса Фэнтай                      | Софтбол                            | 10 000      |
| Дворец плавания Индун                                         | Водное поло, современное пятиборье | 6 000       |
| Арена для горного велоспорта Лаошань                          | Велоспорт                          | 17 000      |
| Пекинское стрелковое поле                                     | Стрельба                           | 5 000       |
| Дворец спорта Пекинского политехнического университета        | Волейбол                           | 5 000       |
| Дворец спорта Пекинского авиационно-космического университета | Тяжёлая атлетика                   | 6 000       |

## Арены, построенные на время игр
| Арена                                               | Вид спорта                        | Вместимость |
| --------------------------------------------------- | --------------------------------- | ----------- |
| Дворец фехтования Государственного конференц-центра | Фехтование, современное пятиборье | 5 900       |
| Арена для хоккея на траве Олимпийского парка Пекина | Хоккей на траве                   | 17 000      |
| Поле для стрельбы из лука Олимпийского парка Пекина | Стрельба из лука                  | 5 000       |
| Бейсбольные поля спорткомплекса Укэсун              | Бейсбол                           | 15 000      |
| Арены для пляжного волейбола парка Чаоян            | Пляжный волейбол                  | 12 000      |
| Трек для картинга Лаошань                           | Велоспорт                         | 4 000       |
| Арена для триатлона (Пекин)                         | Триатлон                          | 10 000      |
| Трасса для велопробега (Пекин)                      | Велоспорт                         | 3 000       |

## Арены, находящиеся за пределами Пекина
| Арена                                                  | Вид спорта     | Вместимость |
| ------------------------------------------------------ | -------------- | ----------- |
| Олимпийский центр парусного спорта в Циндао            | Парусный спорт |             |
| Шанхайский стадион                                     | Футбол         | 56 000      |
| Стадион Олимпийского спорткомплекса города Циньхуандао | Футбол         | 33 000      |
| База для верховой езды в Гонконге                      | Конный спорт   | 18 000      |
| Стадион Олимпийского центра в Тяньцзине                | Футбол         | 60 000      |
| Олимпийский спорткомплекс в Шэньяне                    | Футбол         | 60 000      |